# Robert Hooke
Robert Hooke [ròbert húk], angleški fizik in zdravnik, * 18. julij 1635, Freshwater, otok Wight, grofija Hampshire, Anglija, † 3. marec 1703, London.

## Življenje in delo
Leta 1653 si je Hooke zagotovil mesto na Univerzi v Oxfordu. Tam je bil na začetku od leta 1657 Boylov pomočnik in je zanj izdelal zračno razredčevalko. Poznamo ga predvsem po zakonu o sorazmernosti med podaljškom prožnega telesa in natezno silo (Hookov zakon, 1676). Ukvarjal se je tudi s podrobnim opazovanjem z mikroskopom in delal poskuse s svetlobo. Lotil se je marsikaterega pojava in izrazil o njem domneve, a jih ni podrobneje preizkusil in dalje razvil. Pozneje, ko so se tega lotili drugi, pa je začel terjati prvenstvo zase. Leta 1662 so ga izvolili za skrbnika poskusov na novo ustanovljeni Kraljevi družbi in je za poskuse na srečanjih družbe skrbel do leta 1677. Leto kasneje so ga izvolili za rednega člana družbe.
Hooke je leta 1665 objavil knjigo z naslovom Micrographia, ki je vsebovala številna opazovanja z mikroskopom in daljnogledom in veliko izvirnih raziskav iz biologije. Prvi je opazoval rastlinske celice. Istega leta so ga imenovali za profesorja geometrije na Greshamovemu kolidžu.
Leta 1666 je bil Hooke glavni Wrenov pomočnik pri obnovi Londona po velikem požaru. Pomagal je tudi pri gradnji Kraljevega observatorija Greenwich in Bethlehemski bolnici v Bedlamu.
V letu 1674 je odkril, da se zvezda Eltanin, γ Zmaja (Draconis) nahaja 23" severneje v juliju kot v oktobru zaradi letne aberacije. Isto zvezdo je kasneje leta 1725 opazoval Bradley pri odkritju aberacije svetlobe. Okoli leta 1665 je Hooke neodvisno od Cassinija opazoval Jupitrovo Veliko rdečo pego. Sestavil je prvi daljnogled Gregoryjevega tipa, ki ga James Gregory še ni mogel izdelati, in ga predstavil Kraljevi družbi. Odkril je prvo dvojno zvezdo.

## Hooke in Newton
»Če sem videl dlje, je to zaradi tega, ker sem stal na ramenih titanov.«
—Newton v pismu Hooku, 5. februar 1676.
AOT refference

Hooke je leta 1672 kritiziral dve optični razpravi, ki ju je Newton predložil družbi. To je Newtona vznejevoljilo, tako da je zagrozil z izstopom iz Kraljeve družbe. Spor so komaj zgladili. Leta 1684 Newton ni priznal Hookovih doprinosov k njegovi knjigi Načela. Nenaklonjenost obeh fizikov je trajala do Hookove smrti.
Hooke je pokopan v cerkvi sv. Helene.